# Fuck wit Dre Day (And Everybody's Celebratin')
"Fuck wit Dre Day (And Everybody's Celebratin" (lançado como "Dre Day" em sua versão censurada) é um single do rapper americano Dr. Dre, com uma participação especial do rapper Snoop Doggy Dogg. A faixa foi tirada do álbum de estreia de Dre como artista solo, The Chronic (1992), lançado através do selo Death Row Records. A canção foi lançada como single em 20 de Maio de 1993.

## Lista de faixas
- UK CD single[1]

1. "Dre Day" (Radio Version) - 4:52
2. "Dre Day" (UK Radio Flavour) - 4:56
3. "Dre Day" (Extended Club Mix) - 9:53
4. "Dre Day" (UK Flavour) - 4:58
5. "Dre Day" (Instrumental) - 4:52
6. "Dre Day" (LP Version) - 4:52

- German CD single[2]

1. "Dre Day" (Radio Version) - 4:52
2. "Puffin' on Blunts and Drankin' Tanqueray" - 11:16

- UK 12" vinyl[3]

1. "Dre Day" (LP Version) - 4:52
2. "Dre Day" (Radio Version) - 4:52
3. "Puffin' on Blunts and Drankin' Tanqueray" - 11:16
4. "Dre Day" (Extended Club Mix) - 9:53
5. "One Eight Seven" - 5:52

- 12" vinyl - EP[4]

1. "Dre Day" (Radio Version) - 4:52
2. "Dre Day" (Extended Club Mix) - 10:00
3. "Dre Day" (LP Version) - 4:52
4. "Lil' Ghetto Boy" (Radio Mix) - 5:27
5. "One Eight Seven" - 5:52
6. "Puffin' on Blunts and Drankin' Tanqueray" - 11:16

- US 12" vinyl[5]

1. "Dre Day" (LP Version) - 4:52
2. "Dre Day" (Radio Version) - 4:52
3. "Puffin' on Blunts and Drankin' Tanqueray" - 11:16
4. "Puffin' on Blunts and Drankin' Tanqueray" (Instrumental) - 11:16
5. "Dre Day" (Extended Club Mix) - 9:53
6. "One Eight Seven" - 5:52

- German 12" vinyl[6]

1. "Dre Day" (Extended Club Mix) - 9:53
2. "Dre Day" (UK Flavour) - 4:58
3. "Puffin' on Blunts and Drankin' Tanqueray" - 11:16

- Cassette[7]

1. "Dre Day" (Radio Version) - 4:52
2. "Dre Day" (Instrumental) - 4:52

## Paradas musicais

### Melhores posições
| Parada musical (1993)                                         | Melhor posição |
| ------------------------------------------------------------- | -------------- |
| Estados Unidos (Billboard Hot 100)                            | 8              |
| Estados Unidos (Billboard R&B/Hip-Hop Songs)                  | 6              |
| Estados Unidos (Billboard R&B/Hip-Hop Airplay)                | 17             |
| Estados Unidos (Billboard Hot Rap Songs)                      | 13             |
| Estados Unidos (Billboard Rhythmic)                           | 6              |
| Estados Unidos (Billboard Dance Club Songs)                   | 29             |
| Estados Unidos (Billboard Hot Dance Music/Maxi-Singles Sales) | 1              |
| Estados Unidos (Billboard Radio Songs)                        | 17             |
| Nova Zelândia (Recorded Music NZ)                             | 49             |
| Reino Unido (The Official Charts Company)                     | 59             |

### Paradas musicais de fim de ano
| Parada musical de fim de ano (1993) | Posição |
| ----------------------------------- | ------- |
| Estados Unidos (Billboard Hot 100)  | 53      |

## Samples
- Todos retirados da banda Parliament:
  - Funkentelechy vs. the Placebo Syndrome (Casablanca 1977): "Funkentelechy"
  - Motor Booty Affair (Casablanca 1978): "Aquaboogie (A Psychoalphadiscobetabioaquadoloop)"
  - Gloryhallastoopid (Casablanca 1979): "The Big Bang Theory"
- "(Not Just) Knee Deep" por Funkadelic

## Samples posteriores
- "Friday" por Ice Cube